# Тканко, Александр Васильевич
Александр Васильевич Тканко (23 декабря 1916, Макеевка, Полтавская губерния — 18 апреля 2006, Черкассы) — участник Великой Отечественной войны, Герой Советского Союза; ректор Черкасского педагогического института (1953—1979), автор многих научных трудов.

## Биография
Родился 23 декабря 1916 года в селе Макеевка Антоновской волости Пирятинского уезда Полтавской губернии (сейчас село расположено в Варвинском районе Черниговской области Украины), в крестьянской семье. Украинец.
В 1932 году окончил семилетнюю школу, педагогические курсы и поступил в Нежинский институт социального воспитания, который окончил в 1935 году. С 1935 по 1940 год работал педагогом в средней школе. В середине 1940 года был назначен директором Любешовского педагогического техникума Волынской области. Член ВКП(б)/КПСС с 1941 года.
Участник партизанского движения на Украине во время Великой Отечественной войны, подполковник.
В 1943 году был направлен в распоряжение представительства Украинского штаба партизанского движения при штабе Юго-Западного фронта. С августа 1943 года во главе партизанского отряда участвовал в партизанской борьбе с фашистами на территории Полтавской, Черниговской областей и на Закарпатье.
Указом Президиума Верховного Совета СССР «О присвоении звания Героя Советского Союза украинским партизанам» от 4 января 1944 года за «образцовое выполнение боевых заданий командования в борьбе против немецко-фашистских захватчиков в тылу противника, и проявленные при этом отвагу и геройство и за особые заслуги в развитии партизанского движения на Украине» удостоен звания Героя Советского Союза с вручением ордена Ленина и медали «Золотая Звезда» (№ 2648).
После войны Народный совет Закарпатской Украины поручил Тканко руководство только что созданной милицией и народной дружиной. Впоследствии он возглавил областное управление внутренних дел.
Позже вернулся к преподавательской деятельности. Был ректором Черновицкого и Конотопского педагогических институтов. С 1953 по 1979 годы — ректор Черкасского педагогического института профессор, кандидат исторических наук.
Жил в городе Черкассы. Умер 18 апреля 2006 года.
Похоронен в Черкассах.

## Память
- В 2006 году на здании Черкасского Национального университета Тканко установлена мемориальная доска.
- В Черкассах проводятся традиционные легкоатлетические соревнования «Мемориал Героя Советского Союза, профессора Тканко Александра Васильевича»[3].

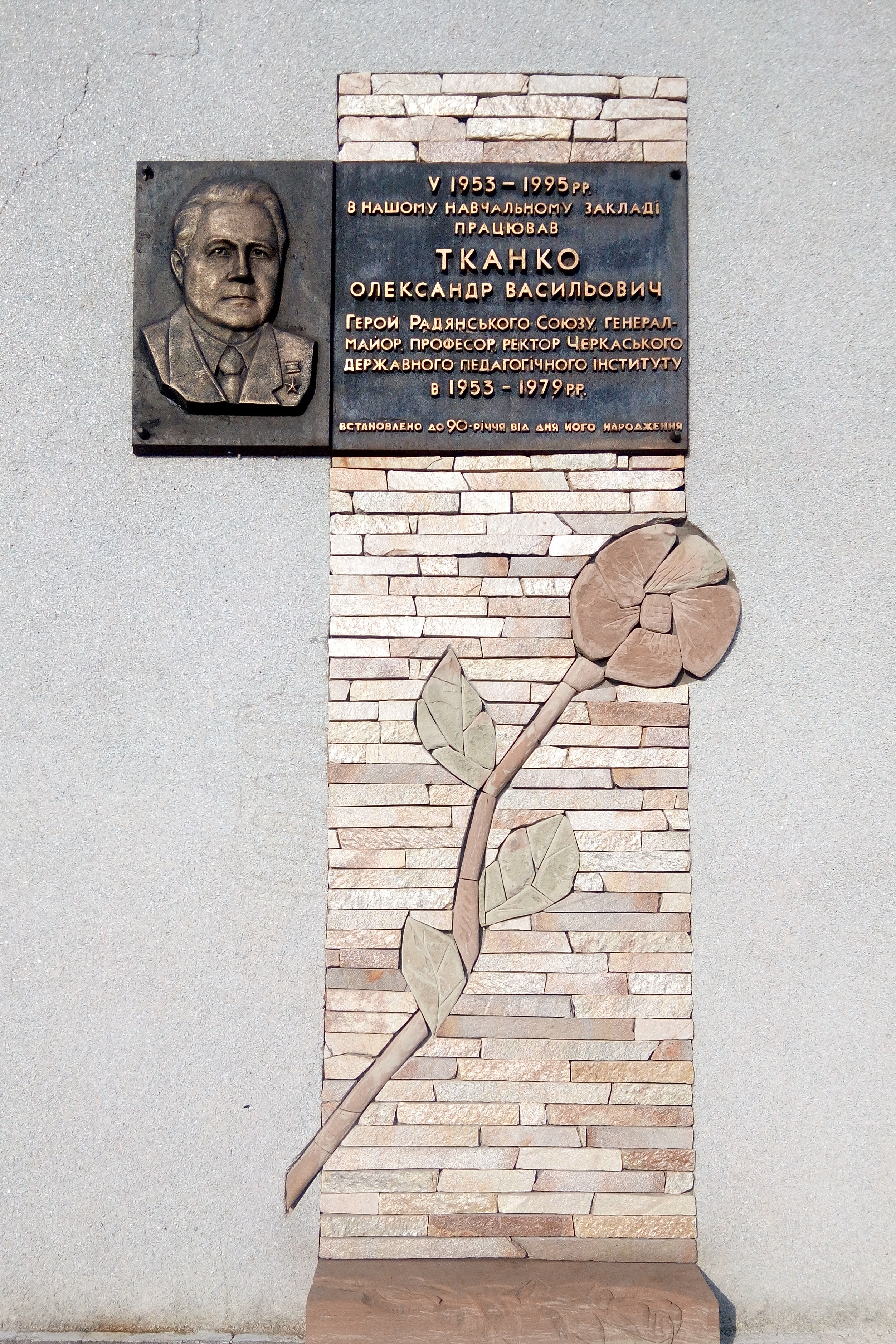
Мемориальная доска Тканко А. В.

## Награды
Советские награды
- медаль «Золотая Звезда» № 2648 Героя Советского Союза (04.01.1944);
- орден Ленина (04.01.1944);
- орден Октябрьской Революции;
- два ордена Красного Знамени (13.12.1943, 15.12.1944);
- орден Богдана Хмельницкого I-й степени (02.05.1945);
- два ордена Отечественной войны I-й степени (30.06.1944, 06.04.1985);
- орден Трудового Красного Знамени;
- орден «Знак Почёта»;
- медали.

Украинские награды
- почётный знак отличия президента Украины (1995)[4];
- медали.

Иностранные награды
- Военный крест (ЧССР).